# Hermeneutic Communism: From Heidegger to Marx
Hermeneutic Communism: From Heidegger to Marx é um livro de 2011 sobre filosofia política e hermenêutica marxista de Gianni Vattimo e Santiago Zabala.

## Conteúdo e argumentos
Os autores explicam o livro da seguinte forma: "Embora o material aqui publicado nunca tenha sido divulgado antes, há dois livros que determinaram a produção deste texto: Ecce Comu: Come si diventa cio che si era (2007), de Gianni, e The Remains of Being: Hermeneutic Ontology After Metaphysics (2009), de Santiago. No primeiro, Vattimo enfatizou a necessidade política de reavaliar o comunismo ; no último, Zabala insistiu na natureza progressiva da hermenêutica . O comunismo hermenêutico pode ser considerado um desenvolvimento radical de ambos." Após deixar o partido dos Democratas de Esquerda, em 2004, ele endossou o marxismo e reavaliou os seus princípios projetuais. Desejava o "retorno" ao pensamento de Karl Marx e a um comunismo diferente dos desenvolvimentos soviéticos que devem ser superados dialeticamente . Para Vattimo, as suas escolhas influenciaram "muitas das suas ideias". Além disso, se refere diretamente a um “Marx enfraquecido”, como base ideológica capaz de mostrar a real natureza do comunismo. No quadro de uma perspectiva política, a ideia de uma nova abordagem marxista, surge como um desenvolvimento prático do " pensamento fraco ".
A Parte 1 do livro é intitulada "Framed Democracy", no qual o autor caracteriza o capitalismo contemporâneo como "capitalismo armado". Além disso, ao analisar as atuais democracias parlamentares ocidentais, ele fala de "Uma política de descrições não impõe poder para dominar como filosofia; em vez disso, é funcional para a existência contínua de uma sociedade de domínio, que busca a verdade na forma de imposição (violência), conservação (realismo) e triunfo (história)". No caso da Parte II, chamada  de "Comunismo Hermenêutico", ele aborda a "Interpretação como Anarquia" e afirma que "existência é interpretação" e "hermenêutica é pensamento fraco". Posteriormente, parte em defesa do dito "comunismo enfraquecido" e tece elogios aos modelos de mudança os governos contemporâneos de esquerda latino-americanos, como os de Hugo Chávez na Venezuela, Evo Morales na Bolívia e Lula no Brasil. Para ele, "este novo comunismo débil difere substancialmente da sua anterior realização soviética (e atual chinesa), porque os países sul-americanos seguem procedimentos eleitorais democráticos e também conseguem descentralizar o sistema burocrático estatal através das misiones (missões sociais para projectos comunitários). Em linhas gerais, a ideia defendida de um comunismo enfraquecido é visto como um espectro no Ocidente, não é apenas devido às distorções mediáticas, mas pela alternativa que representa através dos mesmos procedimentos democráticos que o Ocidente constantemente professa acarinhar, mas hesita em aplicar".
Os autores dedicam o livro a " Castro, Chávez, Lula e Morales ."

## Resposta
S. Mazzini e O. Glyn-Williams, em 2017, lançaram um livro sobre o comunismo hermenêutico publicado pela Springer Verlag, Making Communism Hermeneutic: Reading Vattimo and Zabala, com contribuições críticas de 17 acadêmicos renomados de todo o mundo, bem como as respostas de Vattimo e Zabala.

## Avaliações
"O Comunismo Hermenêutico é muito mais do que um ensaio lindamente escrito em filosofia política, que vai de premissas ontológicas a análises políticas concretas: ele fornece uma visão comunista coerente do ponto de vista da hermenêutica pós-metafísica heideggeriana. Para Gianni Vattimo e Santiago Zabala, àqueles que criticam o "pensamento fraco" pós-moderno por sua incapacidade de fundamentar a prática política radical terão que admitir seu erro — Gianni Vattimo e Santiago Zabala demonstram que o pensamento fraco não significa ação fraca, mas é o próprio recurso de uma mudança radical forte. Este é um livro que todos que pensam sobre política radical precisam como o ar que respiram!" — Slavoj Žižek, autor de Vivendo no Fim dos Tempos
"Os interessados no potencial de reformulações teóricas possibilitadas pelo pensamento político pós-fundacional e aqueles que seguem a rebelião de setores marginais da sociedade têm muito a aprender com este livro notável." — Ernesto Laclau, autor de On Populist Reason

"O Comunismo Hermenêutico é um daqueles livros raros que combina perfeitamente a filosofia pós-metafísica e a prática política, a tarefa de uma interpretação ontológica meticulosa e ação revolucionária decisiva, a crítica da hegemonia intelectual e um pensamento positivo e criativo. Vattimo e Zabala, diferentemente de Michael Hardt e Antonio Negri, não oferecem aos seus leitores uma ontologia política pronta, mas permitem que a política radical germine de cada ato singular e concreto de interpretação. Este é o evento mais significativo da filosofia do século XXI!" — Michael Marder, autor de Groundless Existence: The Political Ontology of Carl Schmitt
"Os autores argumentam que o 'pensamento fraco', ou uma hermenêutica antifundacional, permitirá que os movimentos sociais evitem tanto a violência presente em lutas passadas quanto, se triunfantes, uma recaída em rotinas de dominação — a restauração do que Jean-Paul Sartre chamou de 'prático-inerte'. Vattimo e Zabala terminam com a América Latina como um estudo de caso de política de pensamento fraco aplicada, onde a esquerda nos últimos anos teve um sucesso notável nas urnas." — Greg Grandin, Universidade de Nova York
"O trabalho de Vattimo e Zabala abre um novo estágio para a teorização política com base em uma investigação cuidadosa do atual estado de miséria e das bordas ocultas da vitalidade social. Embora eu nem sempre concorde com as conclusões tiradas por esses escritores maravilhosos, agradeço a eles por desencadearem um debate essencial e reabastecerem nossos vocabulários críticos." — Avital Ronell, New York University e European Graduate School
"...cheio de ação..." — Asia Times
"...Vattimo e Zabala oferecem uma alternativa refrescante ao discurso hegemônico, uma lufada de ar fresco da imposição violenta da “metafísica” por aqueles no poder." — Revista Ceasefire